# Mitchell Gilbert

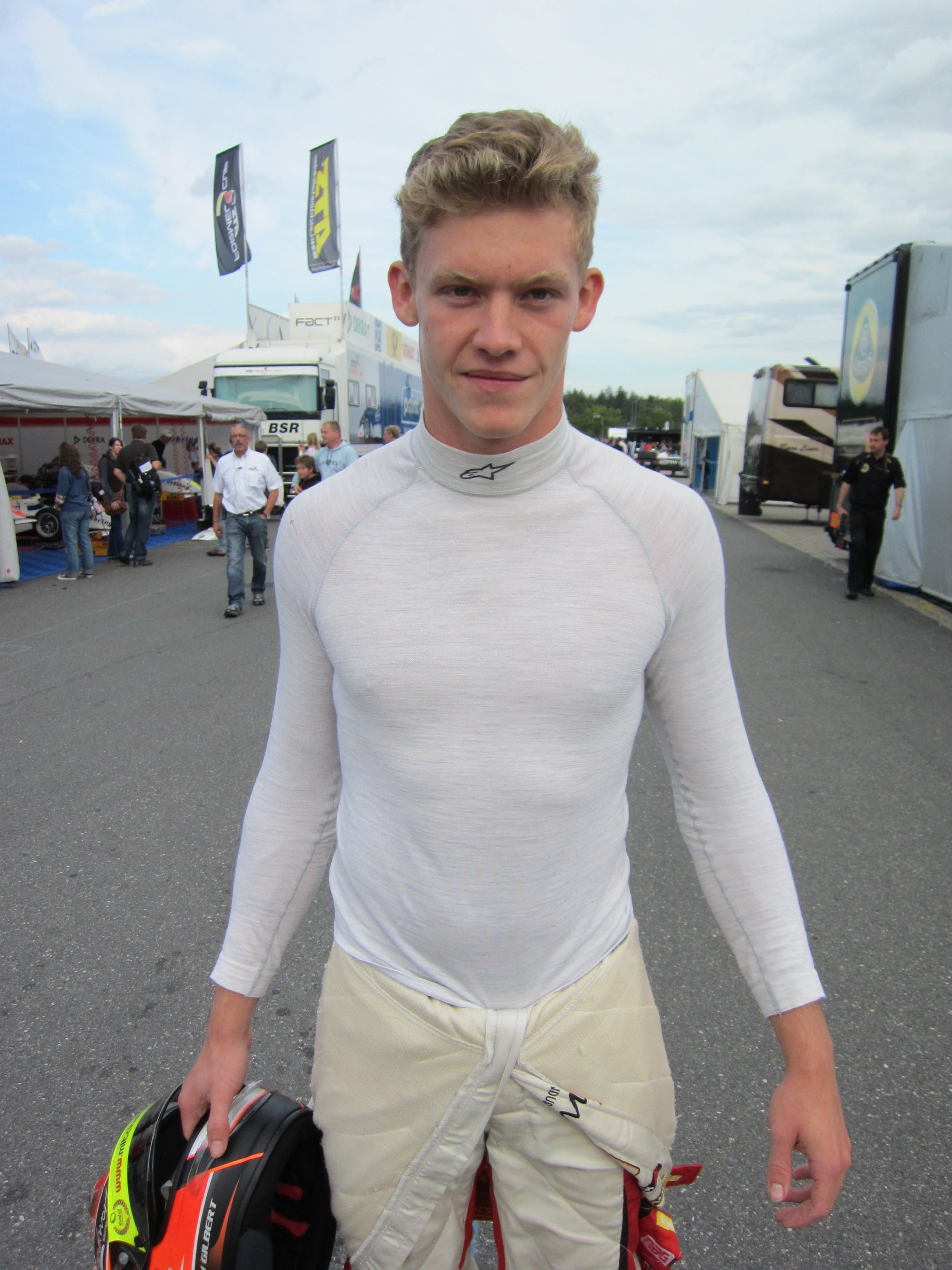
Mitchell Gilbert 2012

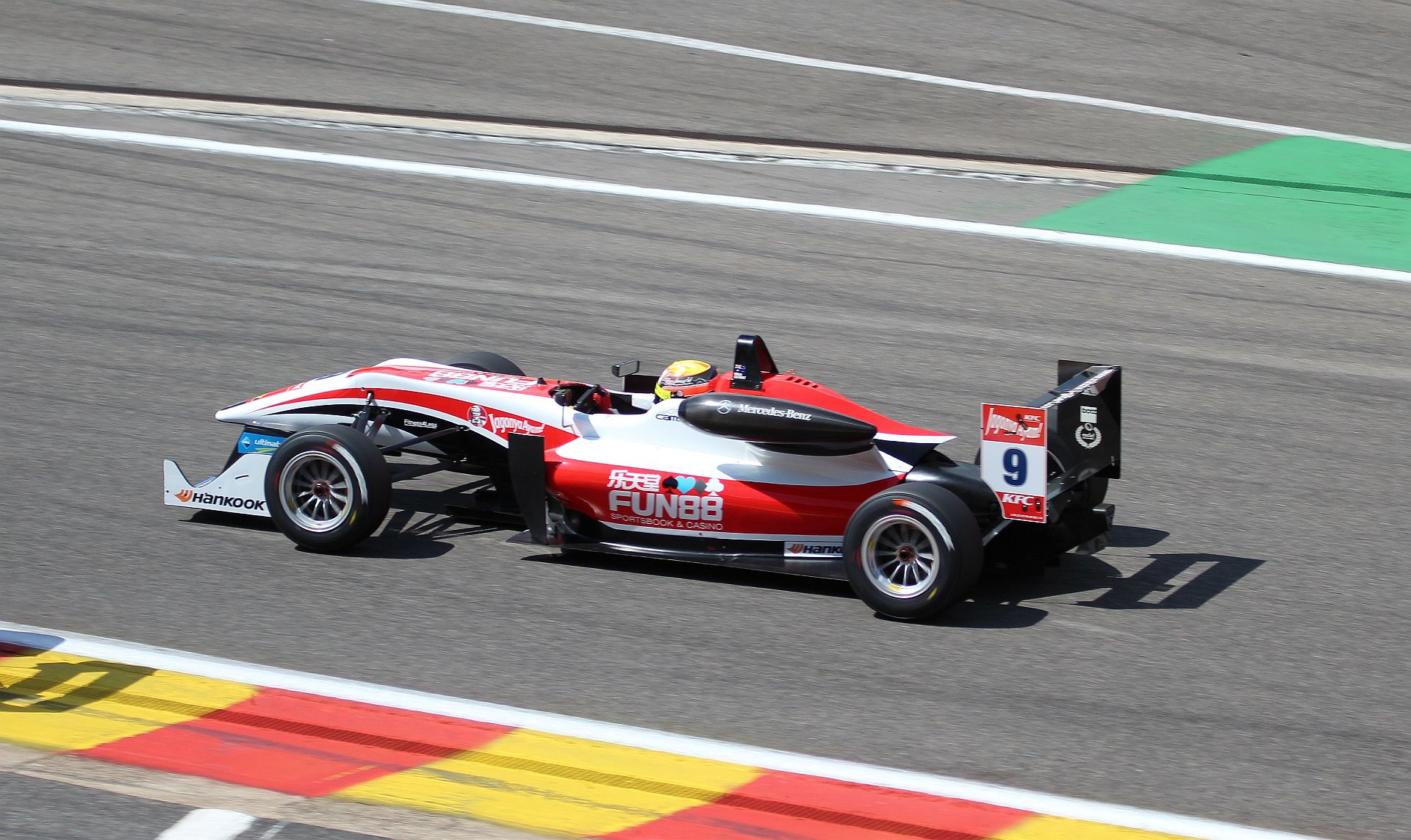
Gilbert in der europäischen Formel-3-Meisterschaft in Spa-Francorchamps 2014

Mitchell Gilbert (* 10. Mai 1994 in Kuala Lumpur, Malaysia) ist ein australischer Automobilrennfahrer. Er startete 2014 und 2015 in der GP3-Serie.

## Karriere
Gilbert begann seine Motorsportkarriere 2002 im Kartsport, in dem er bis 2010 aktiv war. 2009 wurde er Dritter des CIK-FIA-KF2-World-Cups. Ende 2010 debütierte er in der Winterserie der britischen Formel Renault für Fortec Motorsport im Formelsport. Während sein Teamkollege Alex Lynn den Titel holte, wurde Gilbert mit einem dritten Platz als bestes Resultat Zehnter. Anschließend trat er auch 2011 für Fortec Motorsport in der britischen Formel Renault an. Seine Teamkollegen Alex Lynn und Oliver Rowland beendeten die Saison auf den ersten zwei Positionen, Gilbert wurde mit einem Sieg Gesamtfünfter. Außerdem nahm er für Fortec Motorsport an drei Veranstaltungen des Formel Renault 2.0 Eurocups teil.
2012 trat Gilbert für Performance Racing im deutschen Formel-3-Cup an. Mit zwei Siegen und insgesamt zehn Podest-Platzierungen wurde er Vierter in der Fahrerwertung. Für die Saison 2013 erhielt Gilbert ein Cockpit bei Mücke Motorsport in der europäischen Formel-3-Meisterschaft. Während sein Teamkollege Felix Rosenqvist mit 457 Punkten Vizemeister wurde, erreichte Gilbert mit 10 Punkten den 23. Gesamtrang. 2014 wechselte Gilbert innerhalb der europäischen Formel-3-Meisterschaft zu Fortec Motorsports. Nach der sechsten Veranstaltung verlor Gilbert sein Cockpit. Mit einem fünften Platz als bestem Resultat lag er am Saisonende auf dem 16. Gesamtrang. Nach dem Ende seines Formel-3-Engagements erhielt Gilbert für fünf Veranstaltungen ein Cockpit bei Trident Racing in der GP3-Serie. Dort waren zwei 14. Plätze seine besten Ergebnisse. Gilbert schloss die Saison auf dem 26. Platz in der Fahrerwertung ab. Zusätzlich absolvierte Gilbert im GT-Sport zwei Rennen in der asiatischen GT-Meisterschaft. 2015 wechselte Gilbert innerhalb der GP3-Serie zu Carlin. Er beendete die Saison auf dem 22. Gesamtrang.

## Statistik

### Karrierestationen
| - 2002–2010: Kartsport - 2010: Britische Formel Renault, Winterserie (Platz 10) - 2011: Britische Formel Renault (Platz 5) - 2011: Formel Renault 2.0 Eurocup (Platz 30) | - 2012: Deutsche Formel 3 (Platz 4) - 2013: Europäische Formel 3 (Platz 23) - 2014: Europäische Formel 3 (Platz 16) - 2014: GP3-Serie (Platz 26) | - 2014: Asiatische GT, GT3 - 2015: GP3-Serie (Platz 22) |

### Einzelergebnisse in der europäischen Formel-3-Meisterschaft
| Jahr | Team                        | Motor    | 1   | 2   | 3   | 4   | 5   | 6   | 7   | 8   | 9   | 10  | 11  | 12  | 13  | 14  | 15  | 16  | 17  | 18  | 19  | 20  | 21  | 22  | 23  | 24  | 25  | 26  | 27  | 28  | 29  | 30  | 31  | 32  | 33  | Punkte | Rang |
| ---- | --------------------------- | -------- | --- | --- | --- | --- | --- | --- | --- | --- | --- | --- | --- | --- | --- | --- | --- | --- | --- | --- | --- | --- | --- | --- | --- | --- | --- | --- | --- | --- | --- | --- | --- | --- | --- | ------ | ---- |
| 2013 | kfzteile24 Mücke Motorsport | Mercedes | MON | MON | MON | SIL | SIL | SIL | HO1 | HO1 | HO1 | BRH | BRH | BRH | SPI | SPI | SPI | NOR | NOR | NOR | NÜR | NÜR | NÜR | ZAN | ZAN | ZAN | VAL | VAL | VAL | HO2 | HO2 | HO2 |     |     |     | 10     | 23.  |
| 2013 | kfzteile24 Mücke Motorsport | Mercedes | DNF | DNF | 23* | 16  | 14  | DNF | 17  | 15  | 18  | 20  | 19  | DNF | 25  | 14  | DNF | DNF | 22  | 17  | 12  | 14  | 8   | 12  | 9   | 10  | 24  | 14  | 12  | 14  | 17  | DNF |     |     |     | 10     | 23.  |
| 2014 | Fortec Motorsports          | Mercedes | SIL | SIL | SIL | HO1 | HO1 | HO1 | PAU | PAU | PAU | HUN | HUN | HUN | SPA | SPA | SPA | NOR | NOR | NOR | MOS | MOS | MOS | SPI | SPI | SPI | NÜR | NÜR | NÜR | IMO | IMO | IMO | HO2 | HO2 | HO2 | 28     | 16.  |
| 2014 | Fortec Motorsports          | Mercedes | 13  | 16  | DNF | 6   | 11  | 14  | DNF | 6   | 5   | 9   | 11  | 23  | 20  | 12  | 18  | 11  | 20  | 17  |     |     |     |     |     |     |     |     |     |     |     |     |     |     |     | 28     | 16.  |

### Einzelergebnisse in der GP3-Serie
| Jahr | Team           | 1   | 2   | 3   | 4   | 5   | 6   | 7   | 8   | 9   | 10  | 11  | 12  | 13  | 14  | 15  | 16  | 17  | 18  | Punkte | Rang |
| ---- | -------------- | --- | --- | --- | --- | --- | --- | --- | --- | --- | --- | --- | --- | --- | --- | --- | --- | --- | --- | ------ | ---- |
| 2014 | Trident Racing | ESP | ESP | AUT | AUT | GBR | GBR | GER | GER | HUN | HUN | BEL | BEL | ITA | ITA | RUS | RUS | UAE | UAE | 0      | 26.  |
| 2014 | Trident Racing |     |     |     |     | DNS | DNS | 14  | DNF | 20  | 24  |     |     | 18  | 20  | 20  | 14  |     |     | 0      | 26.  |
| 2015 | Carlin         | ESP | ESP | AUT | AUT | GBR | GBR | HUN | HUN | BEL | BEL | ITA | ITA | RUS | RUS | BRN | BRN | UAE | UAE | 1      | 22.  |
| 2015 | Carlin         | 22* | 22  | DNF | 11  | 20  | 21  | 11  | 10  | 11  | 11  | 10  | 9   | 12  | 15  | 15  | 11  | 14  | 17  | 1      | 22.  |